# اسید هیدروکسامیک

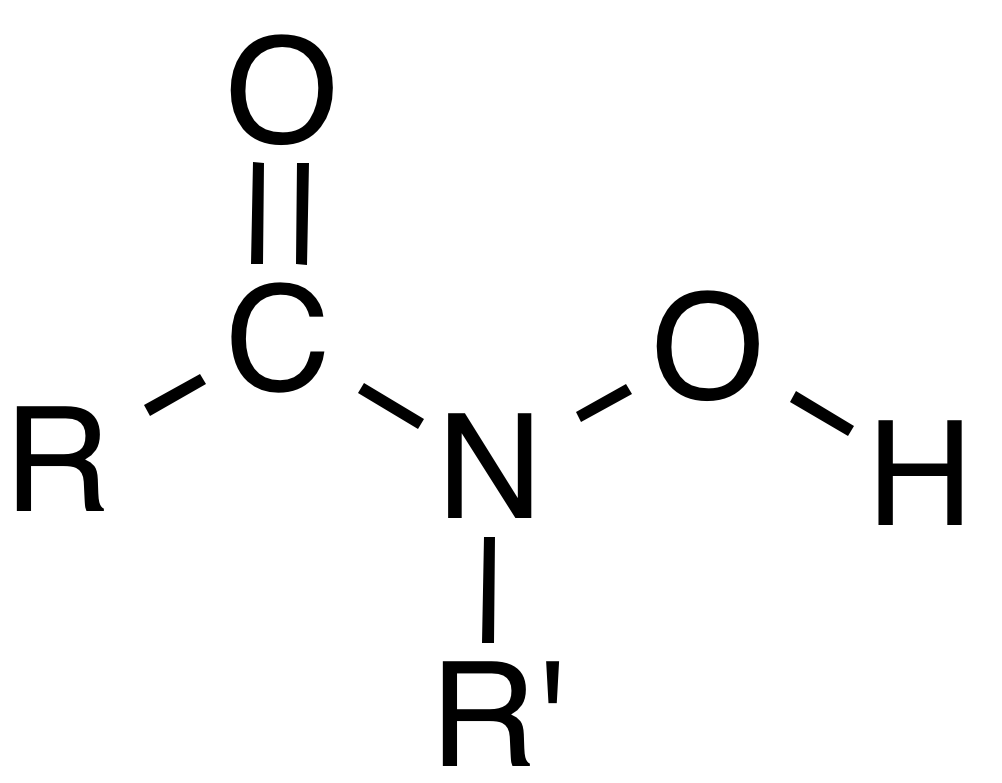
ساختمان کلی اسید هیدروکسامیک

اسید هیدروکسامیک (انگلیسی: Hydroxamic acid) گروهی از ترکیبات آلی است که گروه عاملی آنها RC(O)N(OH)R'است که R و R' باقی‌مانده‌های ارگانیک و CO عامل کربونیل است.
این ترکیبات به‌عنوان شلات‌کننده‌های فلزی به‌کار می‌روند.
اسید هیدروکسامیک یکی از بهترین لیگاندها در کمپلکس‌های شیمیایی محسوب می‌شوند.
لیگاندهای مشتق از اسید هیدروکسامیک و اسید تیوهیدروکسامیک، ترکیبات مستحکمی با سرب دو ظرفیتی به‌وجود می‌آورند.